# Kóma (opera)
Kóma je opera o jednom dějství slovenského skladatele Martina Burlase na libreto, které Burlas napsal spolu s Jiřím Oličem. Poprvé byla uvedena 24. listopadu 2007 na studiové scéně nové budovy Slovenského národního divadla v Bratislavě.

## Vznik a charakteristika opery
Martin Burlas je významný slovenský hudební skladatel činný od 70. let 20. století s důrazem na soudobou klasickou hudbu, včetně elektroakustické a filmové. Svou první operu Růžové království (Ružové kráľovstvo), dětskou operu na námět H. Ch. Andersena, napsal v letech 1985–1986 pro bratislavskou Komorní operu, z cenzurních důvodů však nebyla uvedena. V 90. letech 20. století spolupracoval s populárním avantgardním bratislavským Divadlem Stoka, při němž roku 1999 spoluzaložil Združenie pre súčasnú operu (ZPSO), s nímž uvedl „první masochistickou operu“ s názvem Úděl (Údel) na vlastní libreto s citáty Ludwiga Wittgensteina (premiéra 17. prosince 2000).
Vladimír Zvara, dramaturg Slovenského národního divadla v letech 1996–2007, se na Burlase obrátil s nabídkou na uvedení Růžového království. Burlas se však rozhodl napsat jiné, hudebně odvážnější dílo, ve kterém by nebyl nucen dělat kompromisy, aby bylo srozumitelné dětem; zůstal však u tématu spánku, který považoval za „pěkné téma pro náročnou minimalistickou plochu“. Objednávku učinil u skladatele tehdejší ředitel SND Marián Chudovský roku 2004.
O libretu své opery Kóma Burlas napsal: „Text jsem hledal skoro půl roku. Základním kritériem bylo, aby jeho autor uměl říci něco zajímavého na malé ploše. Dlouhé věci a plýtvání nemám rád." Nakonec je Burlas sestavil ze sedmi aforismů českého básníka Jiřího Oliče, které využívají poetiku absurdna. Vlastní děj – ostatně jen rámcový – proto také není vyjadřován slovně, nýbrž v závislosti na režijním pojetí mimicky; postavy pronášejí výhradně monology a nevstupují do vzájemné interakce. I se zapojením hudební stránky je Kóma dosti stručná skladba, v jednom dějství o zhruba hodinovém trvání. Partitura je napsána pro pět zpěvních rolí a komorní obsazení orchestru – sedm smyčcových nástrojů se zdvojenými violami a violoncelly, čtyři žestě, klavír a syntetizátor zastupující zejména bicí), které je sestaveno tak, aby docílilo „tmavšího měkkého zvuku“. Doplňují je elektronické zvuky napodobující např. maják sanitky, ale i zvuky vyplývající z dění na jevišti (např. tečící voda). Stylově lze Burlasovu hudbu přiřadit k hudebnímu minimalismu – kterému odpovídá i minimální rozsah libreta, jen přibližně tři sta slov –, převládají pomalá tempa a monotónní, meditativní melodický tok, vyjadřující komatický stav, potlačeny jsou hudební kontrasty i dramatická gradace, a to i na konci díla, jež vyznívá do ztracena. Hudba přitom není na poslech náročná, ale „recepčně příjemná“. Protože postavy spolu nekomunikují, nejsou v opeře ansámbly ani sbor, pouze monology – árie jednotlivých postav, z nichž nejvýznamnější je interpretačně velmi obtížná závěrečná árie Pacienta.
Slovy slovenské operní kritičky a historičky Michaely Mojžišové má Burlasovo dílo – stejně jako jeho předchozí opera Úděl – ve skutečnosti formou i obsahem k tradiční definici opery daleko. Charakterizuje ho „vědomá dekonstrukce operních kánonů a transdruhová kombinace operních, činoherních a tanečně-pohybových prvků“.
Inscenace v režii Rastislava Ballka a ve scénickém řešení Toma Cillera, které podstatně dotvořily celkové pojetí opery a značně se odchýlily od původní autorovy představy, byla uvedena ve Štúdiu (normálně vyhrazeném činohře) přednedávnem otevřené nové budovy Slovenského národního divadla. Hudební nastudování měl na starosti dirigent Marián Lejava; vyjádřil se k němu takto: „Hudebníci museli objevit to, co je skryté za těmi několika notami. Partitura je totiž materiál, který nechává obrovský prostor pro tvorbu, mnoho věcí lze znovuobjevovat. Tato hudba má povahu zamyšlení, nepodává vysvětlení na stříbrném tácu, publikum sa do ní musí vložit, chytat sa nitek, skládat mozaiku.“ Dramaturg Zvara tvrdil: „Operní zpěváci účinkující v tomto projektu si velmi pochvalovali zkušenost s kolegy, kteří působí mimo „kamenné divadlo”. Určitě byli i překvapení – jejich árie jsou netypické, krátké a skoupé na možnosti předvést pěvecké umění. I hudebníci v orchestru byli v první chvíli z Burlasovy hudby trochu zaražení... Ale výsledná podoba díla je přesvědčila.“
Výsledek nebývalého experimentu na scéně Slovenského národního divadla nebyl přesvědčivý; podle Mojžišové již na premiéře mezi přizvanými kritiky „rozpaky z díla byly citené“. Řada recenzentů z řad hudebních kritiků Kóma odmítla; například Andrea Serečinová v Hudobnom životě se ptala: „Proč vlastně Burlas a [režisér] Ballek stojí o klasické operní médium?“ a vyjmenovávala divadelně-technické aspekty, proč Kóma nedosahovala očekávaného účinku a ji samotnou „uvrhla do […] rozpačitého smutku“. Divadelní historik a kritik Ladislav Čavojský označil Kóma za Burlasův „marný pokus získat si posluchače“. Pavel Unger v Pravdě je označil za „operní hodinku prožitou v hlubokém bezvědomí“ a „útvar bez libreta, který nemůže být operou, protože mu chybí děj“, později pak za „dílo s chybějícím dramatickým nábojem,“ které „je spíše ‚čárkou‛ v řídkém seznamu původní slovenské tvorby“. Podobně se vyjádřil též hudební kritik Miloslav Blahynka, podle něhož Burlasova opera „[v] Opeře SND alibisticky splnila ‚významnou‛ funkci, nikdo nemůže říci, že dramaturgie nedala prostor v prvních měsících působenia v nové budově slovenské tvorbě. Po čase už nebude nikoho zajímat, že šlo vlastně o antioperu bez skutečných dramatických situací a že ji vidělo jen několik desítek, v lepším případě stovek diváků. A ani to, že pravděpodobně záměrné ignorování přes čtyřsetleté tradice opery jako žánru vede k estetické a umělecké efemérnosti.“ Michaela Mojžišová v několika recenzích, přes výklad a ocenění některých aspektů Kómatu, přece jen dospěla k názoru, že je to dílo „skrz naskrz neoperní“ a „nedivadelní“ a že „tudy cesta k resuscitaci naší opery asi nevede“. Zastání oproti tomu našlo Kóma u příznivců alternativní hudebně-divadelní scény. Nadšenou a podrobnou recenzi vydal v revue Slovenská hudba Jozef Cseres, podobně příznivý článek napsala pro Slovenské divadlo Marcela Beňová. Rovněž recenzent Rudo Leško na portálu scena.cz chválil „důvtipnou hudbu enfant terrible slovenské hudebné obce“ a tvrdil: „Je to trefně postihnutá mozaika z podvědomě vnímaných střípků situací, myšlenek a slov, vnějšího světa i hrdinova nitra.“ Diváci Opery SND však na podobná díla nebyli zvyklí a příznivci alternativního divadla sem většinou cestu nenašli; po čtyřech představeních v průběhu první sezóny se páté a poslední konalo 25. dubna 2009.
Burlas byl zkušenostmi s uvedením své opery na velké scéně rozčarován a k tomuto žánru se již nevrátil. Jeho Kóma je dosud (2021) jedinou novou operou ve slovenštině jinou než operou pro děti, kterou Slovenské národní divadlo uvedlo od roku 1989. Podle Mojžišové tato opera „vešla do historie slovenské operní tvorby jak nepochopený titul, který doplatil na svou ojedinělost v repertoáru SND. V prostředí, které cíleně rozvíjí svou kulturu a systematicky iniciuje vznik nových děl, by se na Burlasův opus nevztahovala taková zavazující očekávání a byl by vnímán jako autorská výpověď, autonomní experiment, na který má skladatel nárok.“

## Osoby a první obsazení
| osoba                | hlasový obor     | premiéra (24. 11. 2007) |
| -------------------- | ---------------- | ----------------------- |
| Pacient              | baryton          | Pavol Remenár           |
| Pacientova partnerka | mezzosoprán      | Denisa Hamarová         |
| Pacientův otec       | bas              | Stanislav Beňačka jun.  |
| Pacientova matka     | mezzosoprán      | Anna Kľuková            |
| Lékař                | tenor            | Igor Pasek              |
| Ošetřovatelka        | němá role        | Petra Fornayová         |
| Pacient II           | němá role        | Milan Chalmovský        |
| Pacient III          | němá role        | Pavol Krištofek         |
| Lékař II             | němá role        | Ivan Schuller           |
| Lékař III            | němá role        | Zdenek Vašek            |
| Lékař IV             | němá role        | Pavol Krajčík           |
| Lékař V              | němá role        | Robert Weber            |
| Ošetřovatelka II     | němá role        | Slávka Rohlíčková       |
| Ošetřovatelka III    | němá role        | Zuzana Kubrická         |
| Dirigent:            | Dirigent:        | Marián Lejava           |
| Režie:               | Režie:           | Rastislav Ballek        |
| Choreografie:        | Choreografie:    | Monika Horná            |
| Scéna a kostýmy:     | Scéna a kostýmy: | Tom Ciller              |

## Děj opery
Kóma nemá žádný tradiční děj. Zachycuje stav mezi životem a smrtí. V kómatu leží Pacient, jehož přichází navštívit Matka, Otec a nakonec Přítelkyně, ale stěží komunikují s ním i mezi sebou navzájem. Frustrovaný lékař na Pacienta nemá čas, jeho kolegové jsou neteční, jen Ošetřovatelka projevuje trochu empatie, dokud jí neskončí pracovní doba. Až na konci se Pacient probouzí a mluví – ale zda procitl, či zemřel a promlouvá z onoho světa, nevíme. Ostatní postavy se k jeho průpovídkám připojí v jakémsi „danse macabre“.